# Герб комуни Шеллефтео
Герб комуни Шеллефтео (швед. Skellefteå kommunvapen) — символ шведської адміністративно-територіальної одиниці місцевого самоврядування комуни Шеллефтео.

## Історія
Місто Шеллефтео отримало герб королівським затвердженням 1944 року. Тепер вживається як герб комуни, який було зареєстровано 1988 року.
Після адміністративно-територіальної реформи, проведеної в Швеції на початку 1970-х років, муніципальні герби стали використовуватися лишень комунами. Тому тепер цей герб представляє комуну Шеллефтео, а не місто.
Герби давніших адміністративних утворень, що увійшли до складу комуни, більше офіційно не функціонують.

Герб ландскомуни Бурео (1960-1966)
Герб ландскомуни Буртреск (1947-1970) Герб комуни Буртреск (1971-1973)
Герб муніципалітету Буртреск (1947-1961)
Герб ландскомуни Биске (1963-1966)
Герб ландскомуни Єрн (1950-1966)
Герб ландскомуни Левонгер (1959-1970) Герб комуни Левонгер (1971-1973)
Герб ландскомуни Шеллефтео (1944-1966)

## Опис (блазон)
У синьому полі золоте сонце, у відділеній хвилясто золотій главі — синій пучок блискавок.

## Зміст
Сонце уособлює золото і його родовище в Булідені. Хвилясте ділення символізує річку Шеллефтеельвен, а блискавки — розташовані на ній гідроелектростанції та енергетичну галузь.